# Замок Бех
Замок Бех (англ. Beagh castle, Ballysteen castle) — замок Бей, замок Баллістін — один із замків Ірландії, розташований у графстві Лімерик, на березі річки Шеннон.
Вважається, що замок Бех був побудований вікінгами, замком володів лицар з роду Глін, що перебудував його в 1260 році. Роду Глін він належав до часів громадянської війни на Британських островах. Він був конфіскованим Олівером Кромвелем і дарований офіцеру серу Хардрессу Воллеру. До ХІХ століття включно замок використовувався для берегової охорони. Замок використовували під час Наполеонівських війн як береговий форпост. Про замок згадує Самуель Брокас у 1840 році у своїх записках. У 1869 році замок відвідав архітектор Годвін, що досліджував замки Ірландії. У 1904 році замок використовували як пірс для пароплавів. У 1969 році замок був куплений італійським графом та його американською дружиною. Замок виставлений на продаж, але його так ніхто і не купив.